# Ротьково
Ротьково — деревня в Гороховецком районе Владимирской области России, входит в состав Фоминского сельского поселения.

## География
Деревня расположена в 9 км на северо-запад от центра поселения села Фоминки и в 40 км на юго-запад от Гороховца.

## История
По писцовым книгам 1628-30 годов деревня Рожково входила в состав Гришинского прихода и значилась за Богданом Бельским и стольником патриарха Филарета Федором Плещеевым, в ней было 5 крестьянских дворов.
В XIX — первой четверти XX века деревня входила в состав Гришинской волости Гороховецкого уезда, с 1926 года — в составе Сергиево-Горской волости Вязниковского уезда. В 1859 году в деревне числился 41 двор, в 1905 году — 68 дворов, в 1926 году — 99 дворов.
С 1929 года деревня входила в состав Гришинского сельсовета Фоминского района Горьковского края, с 1944 года — в составе Владимирской области, с 1959 года — в составе Гороховецкого района, с 2005 года — в составе Фоминского сельского поселения.

## Население
| 1859 | 1905 | 1926 | 2002 | 2010 | 2021 |
| ---- | ---- | ---- | ---- | ---- | ---- |
| 321  | ↗492 | ↗501 | ↘25  | ↘3   | ↗5   |